# Díode IMPATT

Díode IMPATT: estructura, camp electric i potencial.

Un díode IMPATT (díode de temps de trànsit d'allau d'ionització d'impacte) és una forma de díode semiconductor d'alta potència que s'utilitza en dispositius electrònics deicroones d'alta freqüència. Tenen resistència negativa i s'utilitzen com a oscil·ladors i amplificadors a freqüències de microones. Funcionen a freqüències d'aproximadament 3 i 100 GHz o superior. El principal avantatge és la seva capacitat d'alta potència; Els díodes IMPATT individuals poden produir sortides contínues de microones de fins a 3 quilowatts i sortides polsades de potència molt superior. Aquests díodes s'utilitzen en una varietat d'aplicacions, des de sistemes dedeadar de baixa potència fins a alarmes de proximitat. Un inconvenient important dels díodes IMPATT és l'alt nivell de soroll de fase que generen. Això resulta de la naturalesa estadística del procés d'allau.

Tensió, càrrega injectada i formes d'ona de corrent induïda d'un díode IMPATT.

## Estructura del dispositiu
La família de díodes IMPATT inclou moltes unions diferents i dispositius semiconductors metàl·lics. La primera oscil·lació IMPATT es va obtenir a partir d'un simple díode d'unió p–n de silici polaritzat en una ruptura d'allau inversa i muntat en una cavitat de microones. A causa de la forta dependència del coeficient d'ionització del camp elèctric, la majoria dels parells electró-forat es generen a la regió de camp alt. L'electró generat es mou immediatament a la regió N, mentre que els forats generats es desplacen per la regió P. El temps necessari perquè el forat arribi al contacte constitueix el retard del temps de trànsit.
La proposta original d'un dispositiu de microones del tipus IMPATT la va fer W. T. Read el 1956. El díode consta de dues regions (1) la regió d'allau (una regió amb un dopatge relativament alt i un camp elevat) en la qual es produeix la multiplicació d'allaus i (2) la regió de deriva (una regió amb dopatge essencialment intrínsec i camp constant) en la qual el els forats generats es desplacen cap al contacte. Es pot construir un dispositiu similar amb la configuració en què els electrons generats a partir de la multiplicació de l'allau es desplacen per la regió intrínseca.
Un díode IMPATT generalment està muntat en un paquet de microones. El díode es munta amb la seva regió de camp baix prop d'un dissipador de calor de silici de manera que la calor generada a la unió del díode es pugui dissipar fàcilment. S'utilitzen paquets de microones similars per allotjar altres dispositius de microones.
El díode IMPATT funciona en una banda de freqüència estreta i les dimensions internes del díode han de correlacionar amb la freqüència de funcionament desitjada. Un oscil·lador IMPATT es pot ajustar ajustant la freqüència de ressonància del circuit acoblat, i també variant el corrent al díode; això es pot utilitzar per a la modulació de freqüència.

## Principi de funcionament
Si un electró lliure amb una energia suficient colpeja un àtom de silici, pot trencar l'enllaç covalent del silici i alliberar un electró de l'enllaç covalent. Si l'electró alliberat guanya energia en estar en un camp elèctric i allibera altres electrons d'altres enllaços covalents, aquest procés pot caure en cascada molt ràpidament en una reacció en cadena, produint un gran nombre d'electrons i un gran flux de corrent. Aquest fenomen s'anomena ruptura d'allau.